# كلكجعفر (مقاطعة إسلام آباد غرب)
كلكجعفر (بالفارسية: کلک‌جعفر) هي قرية تقع في كرمانشاه في إيران. يقدر عدد سكانها بـ 23 نسمة بحسب إحصاء 2016.